# اوگویا
اوگویا (به بلغاری: Ogoya) یک منطقهٔ مسکونی در بلغارستان است که در استان صوفیه واقع شده‌است. اوگویا  ۴۸ نفر جمعیت دارد.